# Prozedur (Programmierung)
Prozedur ist ein Begriff aus der Programmierung von Computersystemen. Im Allgemeinen versteht man darunter eine Variante zum Begriff „Unterprogramm“: Die Anweisungen einer Prozedur können über ihre Benennung aufgerufen und dadurch mehrfach verwendet werden.

## Terminologie und Details unterschiedlich
Je nach Programmiersprache und Programmierparadigma gibt es Unterschiede in der Definition des Begriffs Prozedur und zur Abgrenzung zum Begriff der Funktion.
FORTRAN77 beispielsweise fasst unter procedures Funktionen und prozedurale Unterprogramme (subroutines) zusammen. In der Terminologie des C-Standards heißen Unterprogramme 'Funktion', unabhängig davon, ob das aufgerufene Unterprogramm einen Rückgabewert ermittelt oder ob der Rückgabewert verwendet wird. In der objektorientierten Programmierung werden beide Konzepte oft unter dem Sammelbegriff Methode zusammengefasst.
Nach anderer Definition kann eine Prozedur im Unterschied zu einer Funktion, die genau einen Funktionswert als Rückgabewert liefert, ihre Ergebnisse nur indirekt zurückgeben, also über globale Variablen oder über Referenzparameter im aufrufenden Programm.
Im Allgemeinen kann eine Prozedur Parameter besitzen und auch die Werte von Variablen ändern, um dort Ergebnisse zu speichern. Man unterscheidet hier zwischen lokalen (nur innerhalb der Prozedur gültigen und von außen nicht direkt beeinflussbaren) und globalen (außerhalb der Prozedur deklarierten) Variablen. Das Ändern globaler Variablen innerhalb einer Prozedur kann die Übersichtlichkeit des Programms beeinträchtigen und die Fehlersuche erschweren.
Ebenfalls sprachenabhängig können Prozeduren wie Funktionen in Programmbibliotheken zusammengestellt werden. Hierdurch besteht die Möglichkeit, eine Prozedur aus separaten Programmmodulen oder auch aus anderen Programmen heraus aufzurufen.
Abweichende Bedeutungen: In COBOL sind Prozeduren lediglich die in der ‚Procedure Division‘ formulierten, durch ‚Paragraphen‘ benennbaren Anweisungen (Befehle), unabhängig davon, ob sie als Unterroutine verwendet werden oder nicht. Auch in PL/I bezeichnet man die im Befehlsteil des Quelltextes enthaltenen – prozedural (= ‚fortschreitend‘) zu verarbeitenden – Anweisungen als „Prozeduren“.
In vielen Programmiersprachen ist der rekursive Aufruf einer Prozedur durch sie selbst zulässig.

## Beispiele
Die folgenden Beispiele definieren jeweils eine Prozedur zum Zeichnen einer Linie mit anzahl Punkten.

### Pascal
In der Programmiersprache Pascal, die Prozeduren explizit als Sprachelement verwendet, gibt eine Prozedur im Gegensatz zu einer Funktion definitionsgemäß keinen Wert zurück:
Beispiel einer Prozedur in Pascal:
```
procedure
 
PunkteZeichnen
(
anzahl
:
 
Integer
)
;

var

    
i
:
 
Integer
;

begin

    
for
 
i
 
:=
 
1
 
to
 
anzahl
 
do

        
Write
(
'.'
)
;

end
;

```

Beispiel eines Prozeduraufrufs in Pascal:
```
PunkteZeichnen
(
5
)
;

```

### BASIC
Realisierung einer Prozedur in einer modernen BASIC-Variante (Subroutine ohne Rückgabewert):
```
public
 
sub
 
PunkteZeichnen
(
anzahl
 
as
 
Integer
)

    
for
 
i
 
as
 
Integer
 
=
 
1
 
to
 
anzahl

        
Debug
.
print
(
"."
)

    
next
 
i

end
 
sub

```

Beispiel eines Methodenaufrufes in Basic:
```
call
 
PunkteZeichnen
(
5
)

```

### C
Realisierung einer Prozedur in C. Das Schlüsselwort void legt fest, dass die Funktion keinen Rückgabewert liefert:
```
void
 
punkte_zeichnen
(
int
 
anzahl
)
 
{

    
for
 
(
int
 
i
 
=
 
0
;
 
i
 
<
 
anzahl
;
 
++
i
)

        
putchar
(
'.'
);

}

```

Beispiel eines Funktionsaufrufs in C:
```
punkte_zeichnen
(
5
);

```

### Java
Realisierung einer Prozedur in Java (Methode ohne Rückgabewert):
```
public
 
class
 
Beispiel
 
{

    
public
 
static
 
void
 
punkteZeichnen
(
int
 
anzahl
)
 
{

        
for
 
(
int
 
i
 
=
 
0
;
 
i
 
<
 
anzahl
;
 
++
i
)

            
System
.
out
.
print
 
(
"."
);

    
}

}

```

Beispiel eines Methodenaufrufs in Java:
```
  
Beispiel
.
punkteZeichnen
(
5
);

```

### Go
Realisierung einer Prozedur in Google Go:
```
func
 
punkteZeichnen
(
anzahl
 
int
)
 
{

    
for
 
i
:=
0
;
 
i
<
anzahl
;
 
i
++
 
{

        
fmt
.
Print
(
"."
)

    
}

}

```

Beispiel eines Methodenaufrufs in Go:
```
  
punkteZeichnen
(
5
)

```